# Dingli Swallows Football Club
Dingli Swallows Football Club es un equipo de fútbol profesional maltés que actualmente juega en la Tercera División de Malta de la liga maltesa de fútbol y que fue fundado en 1948. Está establecido en la ciudad de Dingli y juega sus partidos de casa en el Tartarni Ground.

## Entrenadores
- Jesmond Zammit (2009-2010)
- Robert Magro (2010-2013)
- Roland Sollars (2013-)

## Palmarés
- Primera División de Malta (1): 2009[1]
- Segunda División de Malta (1): 2007
- Tercera División de Malta (1): 1993